# Photodotis
Photodotis é um gênero de traça pertencente à família Agonoxenidae.